# NGC 4214
NGC 4214 (NGC 4228) é uma galáxia irregular (IBm) localizada na direcção da constelação de Canes Venatici. Possui uma declinação de +36° 19' 39" e uma ascensão recta de 12 horas, 15 minutos e 38,8 segundos.
A galáxia NGC 4214 foi descoberta em 28 de Abril de 1785 por William Herschel.